# Simon Elliott
Simon John Elliott (ur. 10 lipca 1974 w Wellington w Nowej Zelandii) – nowozelandzki piłkarz, reprezentant kraju grający na pozycji defensywnego pomocnika.

## Kariera piłkarska
Karierę rozpoczął w 1992 w klubie Wellington United. W 1994 przeszedł do klubu Wellington Olympic. W 1995 miał krótki epizod w Miramar Rangers. W 1997 grał w Western Suburbs. W 1999 grał w Boston Bulldogs. W tym samym roku podpisał kontrakt z Los Angeles Galaxy. Grał tam cztery lata. W 2004 podpisał roczny kontrakt z Columbus Crew. W 2006 wyjechał do Anglii, gdzie przez dwa lata grał w klubie Fulham F.C. W 2009 był piłkarzem San Jose Earthquakes. Sezon 2010 spędził w Wellington Phoenix. Karierę zakończył w 2011 w Chivas USA.

## Kariera reprezentacyjna
Karierę reprezentacyjną rozpoczął 21 lutego 1995 w spotkaniu z Singapurem wygranym przez jego drużynę 2:1. Uczestnik Pucharu Konfederacji 2003 i Igrzysk Olimpijskich 2008. W 2009 został powołany przez trenera Rickiego Herberta na Puchar Konfederacji 2009, gdzie reprezentacja Nowej Zelandii odpadła w fazie grupowej. 10 maja 2010 został powołany przez trenera Rickiego Herberta na MŚ 2010. Łącznie w kadrze zagrał w 69 spotkaniach i strzelił 6 bramek.